# Australia na Zimowych Igrzyskach Paraolimpijskich 2010
Reprezentacja Australii na Zimowe Igrzyska Paraolimpijskie 2010 liczyła 11 reprezentantów, występujących w narciarstwie alpejskim i biegach narciarskich.

## Kadra

### Narciarstwo alpejskie

#### Mężczyźni
- Bart Bunting
- Shannon Dallas
- Mitchell Gourley
- Toby Kane
- Marty Mayberry
- James Millar
- Camreon Rahles-Rahbula
- Nicholas Watts

#### Kobiety
- Jessica Gallagher
- Melissa Perrine

### Biegi narciarskie

#### Mężczyźni
- Dominic Monypenny